# Sharon Lynn
Pour les articles homonymes, voir Lynn.
Sharon Lynn est une actrice américaine née le 9 avril 1901 à Weatherford, Texas (États-Unis), morte le 26 mai 1963 à Hollywood (Californie).

## Biographie
Elle est décédée de la Sclérose en plaques à l'âge de 62 ans.

## Filmographie
- 1924 : Curlytop : Annie
- 1927 : Tom's Gang : Lucille Rogers
- 1927 : The Coward : Alicia Van Orden
- 1927 : Clancy's Kosher Wedding : Leah Cohen
- 1927 : Jake the Plumber : Sarah Levine
- 1927 : The Cherokee Kid (en) de Robert De Lacey : Helen Flynne
- 1927 : Aflame in the Sky : Inez Carillo
- 1928 : Dad's Choice : The Girl
- 1928 : None But the Brave : Paula
- 1928 : Son of the Golden West : Alice Calhoun
- 1928 : Give and Take : Foreman's daughter
- 1928 : Red Wine : Miss Scott
- 1929 : Speakeasy : Mazie
- 1929 : Happy Days de Benjamin Stoloff
- 1929 : Fox Movietone Follies of 1929 : Ann Foster
- 1929 : The One Woman Idea : Boat passenger
- 1929 : La Vie en rose (Sunnyside Up) de David Butler : Jane Worth
- 1930 : Nuits de Californie (Let's go places) de Frank R. Strayer : Virginia Gordon
- 1930 : Crazy That Way : Marion Sars
- 1930 : Wild Company : Sally
- 1930 : Man Trouble : Trixie
- 1930 : Up the River : Edith LaVerne
- 1930 : Lightnin' : Mrs. Lower
- 1930 : Men on Call : Mary Burton
- 1931 : Too Many Cooks : Ella Mayer
- 1932 : Discarded Lovers : Mrs. Sibley
- 1932 : The Big Broadcast de Frank Tuttle : Mona
- 1933 : Big Executive : Miss Dolly Healy
- 1935 : Enter Madame : Flora Preston
- 1935 : Casino de Paris (Go Into Your Dance) : Nellie Lahey (blonde showgirl)
- 1937 : Laurel et Hardy au Far West (Way Out West) : Lola Marcel
- 1938 : Thistledown : Ivy Winter